# Luís Pereira
Luís Edmundo Pereira (* 21. června 1949, Juazeiro) je brazilský bývalý fotbalista.
Hrál jako obránce, zejména za Palmeiras a Atlético Madrid. Hrál na MS 1974.

## Hráčská kariéra
Luís Edmundo Pereira hrál jako obránce za São Bento, Palmeiras, Atlético Madrid, Flamengo, Portuguesu, Santo André, Corinthians, Central de Cotia, São Caetano a São Bernardo.
Za Brazílii hrál 32 zápasů. Hrál na MS 1974.

## Úspěchy
SE Palmeiras
- Campeonato Paulista: 1972, 1974
- Campeonato Brasileiro Série A: 1969, 1972, 1973

Atlético Madrid
- La Liga: 1977
- Copa del Rey: 1976